# All Night Long (álbum de Buckcherry)
All Night Long es el quinto álbum de estudio por la banda hard rock estadounidense Buckcherry. El álbum fue lanzado en todo el mundo el 3 de agosto de 2010.

## Promoción y lanzamiento
En un vídeo en línea, el cantante Josh Todd y el guitarrista Keith Nelson, dieron pistas en títulos de canciones que serían puestas en el álbum. "All Night Long" estuvo disponible para descarga gratis el 4 de mayo de 2010, por Facebook y Twitter.
También lanzaron otra nueva canción llamada "Our World", para el desastre en el Golfo de México. 

## Lista de canciones
| N.º | Título                          | Duración |  |
| 1.  | «All Night Long»                | 3:54     |  |
| 2.  | «It's a Party»                  | 3:44     |  |
| 3.  | «These Things»                  | 3:52     |  |
| 4.  | «Oh My Lord»                    | 3:38     |  |
| 5.  | «Recovery»                      | 3:01     |  |
| 6.  | «Never Say Never»               | 3:43     |  |
| 7.  | «I Want You»                    | 3:43     |  |
| 8.  | «Liberty»                       | 4:16     |  |
| 9.  | «Our World»                     | 3:50     |  |
| 10. | «Bliss»                         | 3:56     |  |
| 11. | «Dead»                          | 5:24     |  |
| 12. | «Lonely» (Bonus track en Japón) | 3:14     |  |

| Deluxe Version |                           |          |  |
| N.º            | Título                    | Duración |  |
| 12.            | «These Things» (Acústica) | 3:58     |  |
| 13.            | «Fire Off Your Guns»      | 3:46     |  |
| 14.            | «Black Butterfly»         | 3:47     |  |
| 15.            | «King of Kings»           | 4:49     |  |
| 16.            | «My Friend»               | 3:58     |  |
| 17.            | «Grace»                   | 4:20     |  |

## Personal
- Josh Todd - voz
- Keith Nelson - guitarra, coros
- Stevie D. - guitarra rítmica, coros
- Jimmy "Two Fingers" Ashhurst - bajo, coros
- Xavier Muriel - batería, percusión
- Mezclado por Mike Fraser